# Comuna Malînivka, Hoșcea
Malînivka (în ucraineană Малинівка) este o comună în raionul Hoșcea, regiunea Rivne, Ucraina, formată din satele Dibrova, Malînivka (reședința) și Voroniv.

## Demografie
Componența lingvistică a comunei Malînivka
     Ucraineană (98,9%)
     Rusă (1,1%)
Conform recensământului din 2001, majoritatea populației comunei Malînivka era vorbitoare de ucraineană (98,9%), existând în minoritate și vorbitori de rusă (1,1%).